# Moderna museet Malmö
Moderna museet Malmö är ett museum 
i Malmö, som invigdes 2009 och som är en del av den statliga myndigheten Moderna museet, som sedan 1958 funnits i Stockholm.
Moderna museet Malmö är Moderna museets första utställningslokal utanför huvudstaden. Det är inhyst i tidigare Rooseums lokaler. Den 1900-01 uppförda byggnaden är ritad av John Smedberg och var tidigare ett elektricitetsverk. Tham & Videgård Hansson Arkitekter utformade en entrétillbyggnad och ny interiör inför invigningen 2009.
Verksamheten i Malmö finansieras av Moderna museet, Region Skåne och Malmö stad, enligt ett avtal från september 2008.
Den 1 augusti 2022 blev Elisabeth Millqvist ny chef för museet, efter Iris Müller-Westermann som fortsätter som intendent på Moderna museet i Stockholm.

## Bilder

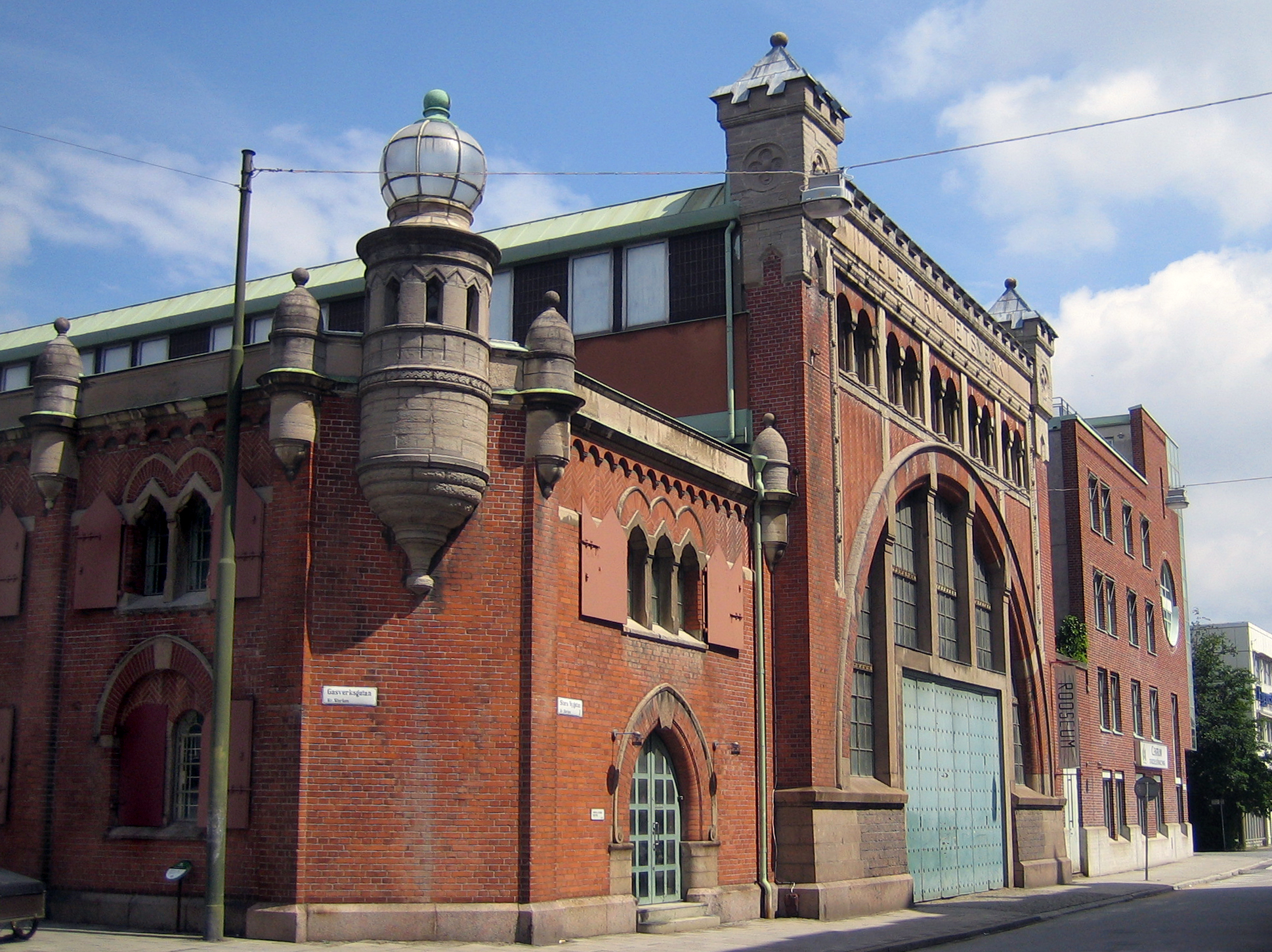
Moderna museet Malmös lokaler vid Gasverksgatan i Malmö (före tillbyggnad 2009).
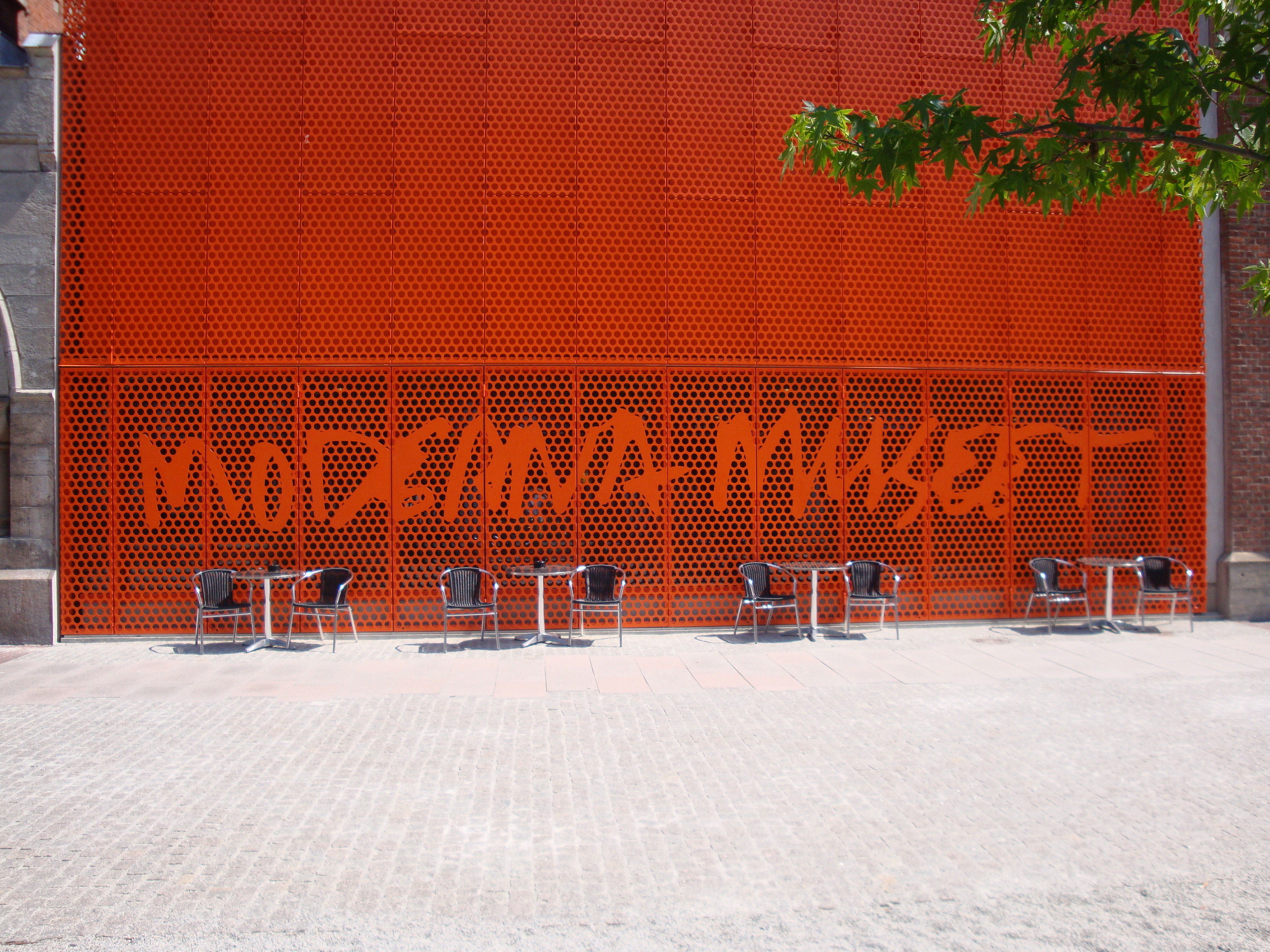
Fasaden med logotyp.